# Мокринский, Степан Петрович
Степан Петрович Мокринский (1866 год — 2 ноября 1931 года) — российский и советский учёный-правовед, специалист в сфере уголовного права и криминологии, профессор Томского университета.

## Биография
Степан Петрович Мокринский родился в 1866 году в селе Хмелевка Саратовского уезда Саратовской губернии в дворянской семье.
В 1884 году окончил Саратовскую гимназию. В 1888 году окончил юридический факультет Московского университета. Был кандидатом на судебные должности при прокуроре Московской судебной палаты, исполняющим обязанности следователя Подольского уезда, старшим кандидатом на судебные должности при Московском окружном суде, исполняющим обязанности заведующего I следственного участка Коломенского уезда.
С 1901 года — экстраординарный профессор по кафедре уголовного права и судопроизводства в Томском университете, с 1903 года — ординарный профессор. В 1910, 1913, 1918—1919 годах исполнял обязанности декана юридического факультета Томского университета. Читал курсы уголовного права и уголовного судопроизводства.
При советской власти продолжил преподавательскую и научную деятельность. В 1920—1922 годах был профессором правового отделения факультета общественных наук Иркутского государственного университета. С 1922 года — профессор Минского университета.
Основной его научной работой является труд «Наказание, его цели и предположения». Первые две его части («Общее и специальное предупреждение преступлений», 1902) и («Значение результата», 1902) были защищены им в качестве магистерской диссертации, за третью часть («Каузальный и потенциальный моменты действия», 1905) он получил докторскую степень.
Похоронен на Донском кладбище.

## Награды
- Орден Святого Станислава II степени (1906)
- Орден Святой Анны II степени (1916)
- Медаль «В память 300-летия царствования дома Романовых»